# Provincia de Comayagua
La provincia de Comayagua o bien provincia de Honduras fue una provincia de la Monarquía española, erigida en 1820 en el territorio de la intendencia de Comayagua, que era parte de la provincia de Guatemala.

## Reseña histórica

### Antecedentes
En 1812 las Cortes de Cádiz extinguieron el Reino de Guatemala y en su territorio crearon dos provincias: la provincia de Nicaragua y Costa Rica y la provincia de Guatemala. Esta incluía los territorios de las alcaldías mayores de Chimaltenango, Escuintla, Sacatepéquez, Sololá, Sonsonate, Suchitepéquez, Totonicapán y Verapaz; los corregimientos de Chiquimula y Quetzaltenango, y las intendencias de Ciudad Real de Chiapas, Comayagua y San Salvador. Estaba gobernada por un jefe político superior nombrado por la Regencia, que fue José de Bustamante y Guerra, y una diputación provincial de siete miembros elegida popularmente. Su capital fue la ciudad de Guatemala. Sin embargo, el régimen no duró mucho, debido a la restauración del absolutismo por el rey Fernando VII en 1814. 

### Creación

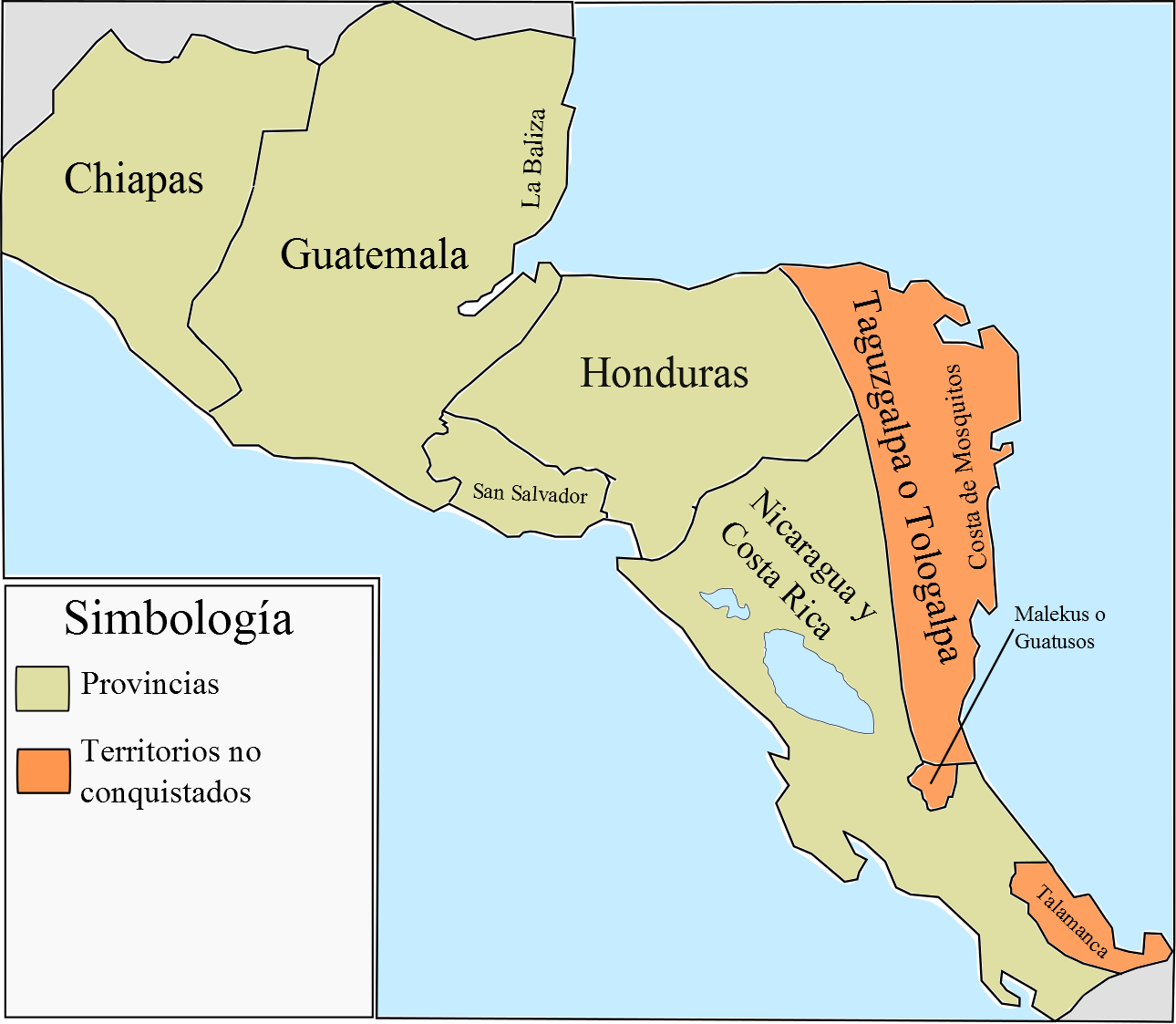
La provincia de Honduras o de Comayagua y el resto de provincias de la antigua Capitanía general de Guatemala en 1821, antes de la independencia

En 1820, al restaurarse el régimen constitucional, se restableció la Provincia de Guatemala, con Carlos de Urrutia y Montoya como jefe político superior, pero en 1821 las Cortes españolas separaron de su territorio el de la Intendencia de Comayagua, para crear una nueva provincia de la Monarquía Española, la Provincia de Comayagua que ya no dependía política y administrativamente de Guatemala. 
La Diputación Provincial de Comayagua se instaló en agosto de 1821, bajo la presidencia del jefe político superior José Gregorio Tinoco de Contreras.

### Independencia de España
En el 28 de septiembre de 1821, la diputación provincial proclamó su independencia de España. La Diputación Provincial de Comayagua difirió con la de Guatemala, que había proclamado su independencia en el 15 de septiembre, en el sentido que puso la condición de que la Provincia de Comayagua quedaría independiente de Guatemala y únicamente sujeta al gobierno que se estableciera en la América Septentrional, refiriéndose al de México; Tegucigalpa, Los Llanos y otros partidos hondureños se pronunciado en distinto sentido de la Diputación Provincial de Comayagua, adoptando sin condiciones la acta de independencia del 15 de septiembre.

#### Provincia del Primer Imperio Mexicano

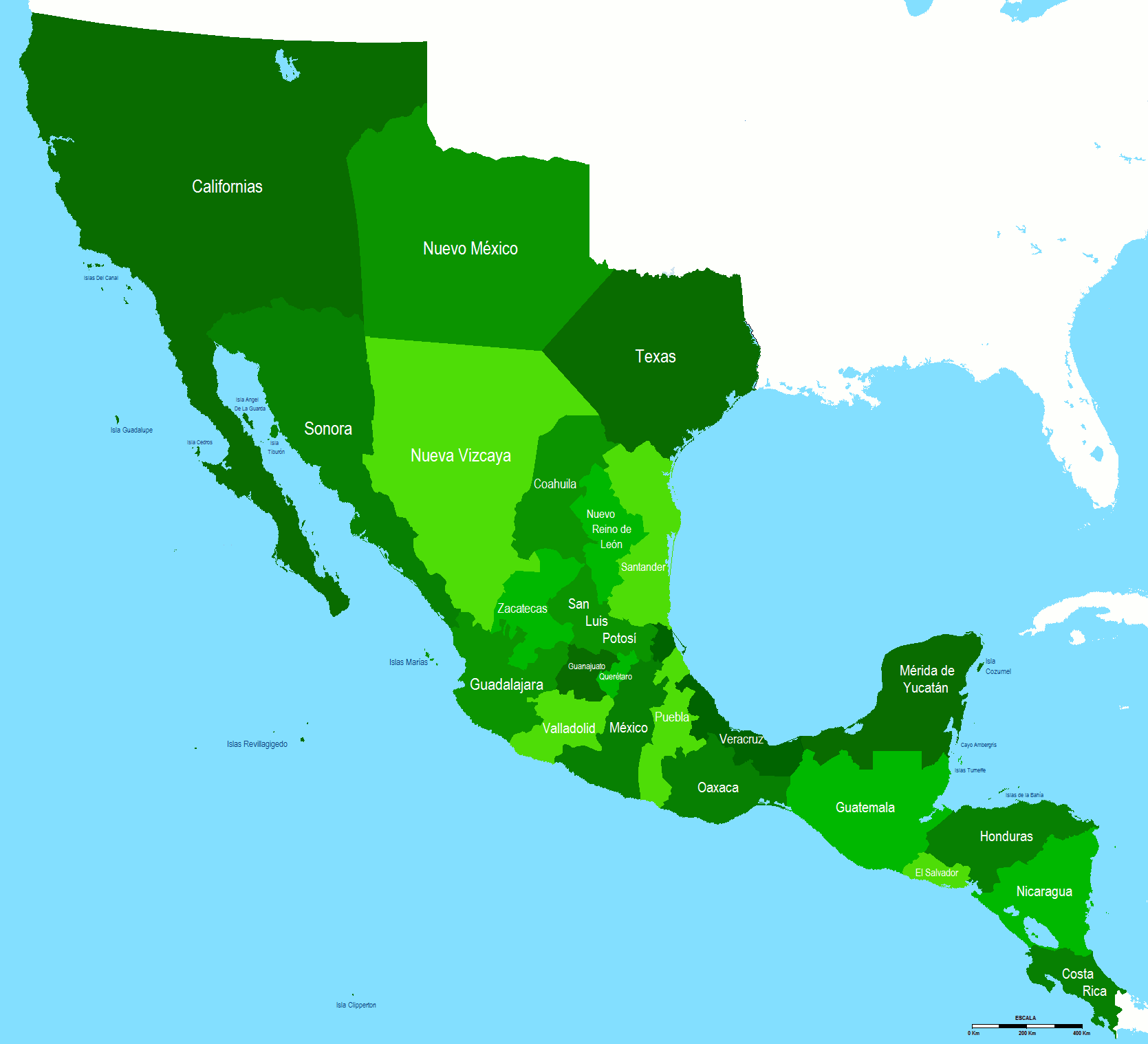
Primer Imperio Mexicano en 1821, donde se observa la Provincia de Honduras anexada al Imperio.

La mayoría de las provincias de Centroamérica fueron incorporadas al Primer Imperio mexicano (1821-23) hasta la abdicación de Agustín de Iturbide. Tras la abdicación, el General Vicente Filísola en concepto de Jefe Superior Político de Guatemala expidió en el 29 de marzo de 1823 la convocatoria para la reunión de un congreso nacional con arreglo al acta del 15 de septiembre de 1821.

### Independencia absoluta
En el 10 de mayo de 1823, la asamblea provincial de Honduras acordó la unión de la provincia a las demás del antiguo reino de Guatemala con el objeto de formar una nación independiente, pero reservó la libertad de reconocer de nuevo a Iturbide como emperador en caso de que volviese a ocupar el trono. Más en el 1 de julio del mismo año, la Asamblea Nacional Constituyente reunida en Guatemala dio el nombre de Provincias Unidas del Centro de América a la unión de provincias del antiguo reino de Guatemala y declaró su independencia absoluta; aún no habían concurrido los representantes de Honduras, Nicaragua y Costa Rica. Estas tres provincias expresaron terminantemente que no concurrirían sus representantes al congreso mientras permanecía la división imperial en Guatemala.
En el 5 de mayo de 1824, la Asamblea Nacional Constituyente decretó que reúnan congresos constituyentes los cinco estados de la república, teniendo Honduras 11 diputados reunidos en el pueblo de Aguanqueterique. En el 28 de agosto se instaló en el mineral de Cedros la Asamblea Constituyente de Honduras, presidida por el señor licenciado Pedro Nolasco Arriaga. La República Federal de Centroamérica se constituyó en el 22 de noviembre de 1824.
En el 28 de julio de 1825, la Asamblea Constituyente de Honduras decretó la demarcación territorial de Honduras, dividiéndola en siete departamentos: Comayagua, Tegucigalpa, Gracias, Santa Bárbara, Olancho, Yoro y Choluteca. En el 11 de diciembre de 1825, la Asamblea Constituyente decretó su primera Constitución, oficialmente constituyendo la provincia en el Estado de Honduras.

## Alcaldes mayores de Honduras
Lista de los Alcaldes mayores de Honduras dependientes de la provincia de Guatemala:
- José María Píñol y Muñoz (actuando en ausencia de Carlos Castañón) (enero de 1812 - 4 de febrero de 1812)
- Juan Francisco Marqués (4 de febrero de 1812 - 1 de marzo de 1812)
- Pedro Gutiérrez (1 de marzo de 1812 – abril 1812)
- Juan Antonio de Tornos (abril 1812 - 1818)
- José Gregorio Tinoco de Contreras (1818 - 21 de noviembre de 1821)
- Juan Nepomuceno Fernández Lindo y Zelaya (21 de septiembre de 1821 - 28 de noviembre de 1821)